# Sint-Amanduskerk (Hoeleden)
De Sint-Amanduskerk is de kerk van de Sint-Amandusparochie in het centrum van het Belgische dorp Hoeleden.

## Geschiedenis
De Sint-Amanduskerk in Hoeleden was vroeger een hulpkapel (quarta capella). De rechten op de kerk werden in 1204 door Walter van Bierbeek aan de Abdij van Heylissem overgemaakt. Initieel werd de kerk toegewezen aan het decanaat van Diest die in de 16e eeuw de hulpkapel aanvulde met een eenvoudige kerk in classicistische stijl. Rond 1600 werd de kerk dan weer overgedragen aan het decanaat van Zoutleeuw.
Na het uitvoering van het Concordaat van 15 juli 1801, werd de kerk in 1830 opnieuw toegewezen aan het decanaat van Diest maar in 1873 werd de kerk opgenomen bij het decanaat van Tienen.
Tegenwoordig hoort de Sint-Amanduskerk in Hoeleden bij het decanaat van Zoutleeuw, federatie Neerlinter.

## Exterieur
De enkelvoudige Sint-Amandskerk is een gebouw met classicistische inslag en werd opgetrokken in baksteen, versierd met natuursteen.

## Interieur
Het koor, opgebouwd uit baksteen en witte steen, is gotisch.

### Meubilair
- Een communiebank afgewerkt in prachtig loofwerk met engelen, met de symbolen "der Passie en der Heilige Eucharistie"
- Een predikstoel uit de 17e eeuw.

### Beeldhouwwerk
- Gotische beelden:
  - Een Luciabeeld
  - Een Johannes de Doperbeeld
- een calvarie onder de triomfboog uit de 16e eeuw
- een grafsteen, met daarop het wapenschild van de abdis en van het keizerrijk van keizer Karel V.
- Beelden van Sint-Amandus, Sint-Rochus en Sint-Sebastiaan

### Smeedwerk
- een monstrans uit 1786
- een kelk uit 1791
- In de sacristie :
  - een lavabo uit 1786
  - een staande klok in Lodewijk XV-stijl